# Берар

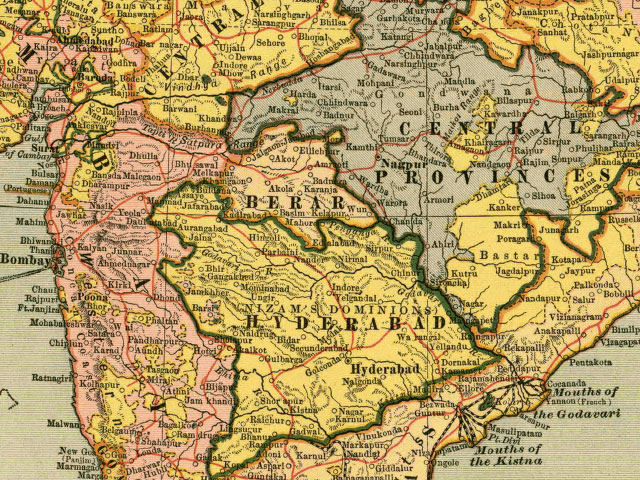
Гайдарабад і Берар 1903 року

20°55′00″ пн. ш. 77°45′00″ сх. д. / 20.9167° пн. ш. 77.75° сх. д.
Берар — історичний регіон у центральній Індії. Нині є частиною штату Махараштра.

## Історія
У період розпаду Бахманідського султанату на тій території було утворено Берарський султанат (1490—1574) на чолі з династією Імад-шахів зі столицею в Еллічпурі. Берар був приєднаний до Ахмеднагару 1574 року.
Провінція Берар в Імперії Великих Моголів була започаткована Акбаром після того, як він забрав ті землі у Ахмеднагарського султанату.
1611 року у тій місцевості підбурив повстання малік Амбар, який намагався відновити Ахмеднагарський султанат. Він захопив суттєву частину Декану й успішно опирався військам Джаханґіра. Лише 1628 року, коли на трон імперії здійнявся Шах-Джахан, Берар повернувся під владу Великих Моголів.
1636 року володіння Моголів у Декані були розділені на чотири провінції, однією з яких став Берар. 1652 року Шах-Джахан призначив своїм намісником у Декані свого сина Аурангзеба, який після смерті батька завоював трон імперії у війні проти братів. У другій половині XVII століття Аурангзеб розпочав у тих місцях тривалі війни проти маратхів. Коли після смерті Аурангзеба на троні імперії почали один за одним змінюватись слабкі правителі, то маратхи посилились. 1720 року, після походу на Делі, пешва маратхів Баладжі Вішванатх отримав імператорський фірман, що гарантував йому незалежність у рідній Маратсі та право на збір податків у могольському Декані.
Зважаючи на нікчемність імператорів, імперський нізам аль-мульк вирішив створити власну державу у Декані й 1724 року заснував Гайдарабад. Упродовж XVIII століття Берар був ареною боротьби між нізамами Гайдарабаду й маратхами з клану Бхонсле, чиєю столицею був Наґпур.
На початку XIX століття за підсумками другої англо-маратхської війни маратхи відмовились від прав на ті території, й вони перейшли під контроль Гайдарабаду. За договором 1822 року східним кордоном Берару було визнано річку Вардха. Однак припинення війни не принесло миру: багато загонів маратхів, які не отримали платні, пішли до банд мародерів, і на великій території запанувало беззаконня.
1853 року британці уклали договір з нізамом Гайдарабаду, відповідно до якого вони брали на себе утримання Гайдарабадського військового контингенту, а натомість Британська Ост-Індійська компанія отримувала низку берарських округів Гайдарабаду, що стали відомими як «Приєднані округи Гайдарабаду» (англ. Hyderabad Assigned Districts). За договором 1860 року британці взяли на себе адміністративне управління тими землями, хоча формально вони при цьому залишались під владою нізама Гайдарабаду.
Під британським управлінням Берар почав активно економічно розвиватись. Впорядкована податкова система привабила поселенців, а Громадянська війна у США спричинила значний попит на бавовну. Прокладання залізниці ще більш посприяло економічному розвитку регіону.
5 листопада 1902 року нізам Гайдарабаду підписав договір про передачу Берару британцям у постійну оренду в обмін на великі щорічні виплати. Лорд Керзон вирішив об'єднати Берар з Центральними провінціями, а 17 вересня 1903 року про це було оголошено офіційно. 24 жовтня 1936 року Центральні провінції були перетворені на нову провінцію — Центральні провінції і Берар.